# 사마리아 히브리어
사마리아 히브리어(사마리아 히브리어: ࠏࠨࠁࠬࠓࠪࠉࠕ Îbritʿ)는 사마리아인들이 사마리아 오경의 고대 히브리어를 읽을 때 전례적으로 사용해온 전통적 독법이다. 유대인들의 전례 독법인 티베리아스 히브리어와 대조된다.
사마리아인들은 오래 전부터 히브리어를 사용하지 않고 사마리아 아람어라는 아람어의 한 변종을 사용했으나, 이 역시 중세부터 더 이상 사용되지 않고 아랍어로 대체되었다. 오늘날 사마리아인들은 이스라엘국 관할의 홀론에 사는 사람들은 현대 히브리어, 팔레스타인국 관할의 세겜에 사는 사람들은 팔레스타인 아랍어를 사용한다.

## 같이 보기
- 성서 히브리어
- 사마리아인